# Tōma Ikuta
Tōma Ikuta (生田 斗真?, Ikuta Tōma; Hokkaidō, 7 ottobre 1984) è un attore e cantante giapponese.

## Biografia

### Carriera musicale
Tōma Ikuta ha partecipato, da bambino, ad un varietà televisivo per ragazzi intitolato Tensai Terebi kun, come membro di un baby-gruppo chiamato Strawberry Parfait. Dopo questa sua prima esperienza televisiva, gli fu offerto di unirsi alla compagnia Johnny's Entertainment (Johnny & Associates) insieme ad un compagno di gruppo degli Strawberry Parfait, Maiku Iida, con il quale formerà il duo J Boyz.
Più tardi, gli fu data l'opportunità di unirsi a tre dei cinque membri dell'attuale gruppo j-pop Arashi per formare un gruppo chiamato M.A.I.N., nome formato dalle lettere iniziali dei cognomi di ogni membro: Jun Matsumoto, Masaki Aiba, Tōma Ikuta per l'appunto e, per finire, Kazunari Ninomiya.
Con il debutto dei tre membri negli Arashi, nel 1999, Tōma fu reso partecipe di una formazione minore chiamata B.I.G. (Bad Image Generation), insieme ad altri dieci artisti minori dell'epoca, che includevano Kōki Tanaka dei KAT-TUN e Tomohisa Yamashita dei NEWS. Poco dopo il debutto, la formazione dei B.I.G. fu ridotta ai soli Tōma e Yamapi.
Nel 2002 Hideaki Takizawa, leader dei Johnny's Jr., debuttò al fianco di Tsubasa Imai nel duo Tackey & Tsubasa. Tōma al tempo era uno degli artisti minori più popolari, e quindi partecipò alla formazione del gruppo 4TOPS. Tale gruppo consisteva di 4 dei precedenti membri dei B.I.G.: Tōma, Yamapi, Jun Hasegawa e Shunsuke Kazama. I quattro divennero così i leader dei Johnny's Jrs, ossia gli artisti sotto la compagnia Johnny's Entertainment, ed il loro lavoro consisteva principalmente nel condurre il varietà televisivo Shōnen Club.
Nel settembre del 2003 fu formato il gruppo temporaneo NEWS, il cui leader era Yamapi. Il gruppo 4TOPS aveva così perso uno dei suoi membri, tuttavia i restanti tre membri rimasero alla conduzione del programma Shōnen Club insieme a Jimmy Mackey e ai KAT-TUN. Fu in quel periodo che Ikuta iniziò a condurre un suo segmento personale nello show Meitantei tomasu. Non troppo tempo più tardi, egli e gli altri tre membri rimasti del 4TOPS iniziarono a dedicarsi a progetti solisti, come partecipazioni a serie televisive e commedie teatrali.
Nel giugno 2006, egli è diventato membro di un gruppo non ufficiale della Johnny's Entertainment, chiamato No Border, nel quale hanno partecipato anche Tomohisa Yamashita (NEWS), Jun Matsumoto (Arashi), Shingo Murakami (Kanjani Eight), Atsuhiro Satō (Hikaru Genji), Kōichi Dōmoto (KinKi Kids), Tatsuya Yamaguchi (Tokio) e Hideaki Takizawa (Tackey & Tsubasa). Ad ogni membro del gruppo è assegnato un colore specifico - bianco, nero, rosso, rosa, viola, oro, blu e grigio.

### Carriera cinematografica
Tōma ha iniziato ad apparire in diversi dorama televisivi con ruoli differenti: ha recitato la parte di un adolescente ribelle in Kinou wa tomo kyō no teki (NHK 2004), un giovane uomo che ha perso il suo amore in Gekidan engimono: Otoko no yume (Fuji TV 2005), un giovane poliziotto entusiasta in Dekabeya (TBS 2005).
Nel 2006, Ikuta ha assunto il ruolo di Box, un personaggio strambo con disturbi ossessivi-compulsivi per la pulizia, nel dorama tratto dal manga Akihabara@Deep (TBS 2006), al fianco dell'ex-compagno dei 4TOPS Shunsuke Kazama. È anche apparso in un episodio del sequel del popolare dorama Hana yori dango 2, come un uomo che cerca vendetta contro il protagonista, che per coincidenza era interpretato dall'ex-compagno nei M.A.I.N. Jun Matsumoto.
Ha poi partecipato a numerosi musical e commedie teatrali sia prodotti dalla Johnny's Entertainment (Playzone, Shock e West Side Story, quest'ultimo sia nella versione con gli Shōnentai, sia nella versione con gli Arashi), sia non prodotti dalla compagnia (Azumi, Azumi Returns e I due gentiluomini di Verona). Uno dei suoi ruoli più riconosciuti sul palco è stato il suo primo ruolo da protagonista come Tōma-sama, nella commedia Cat in the Red Boots della Shinkansen*NEXUS volume 2.
Il dorama della Fuji TV del 2007, Hanazakari no kimitachi e (tratto dallo shōjo manga omonimo di Hisaya Nakajo, e popolarmente conosciuto come Hana-Kimi (manga) o IkePara), controverso per il miscuglio di generi sessuali che si ritrova in esso, è stato forse il più grande successo di Tōma nell'industria dello spettacolo giapponese. Proprio come la protagonista femminile Maki Horikita ha ottenuto per il dorama il premio di Miglior attrice, il personaggio di Tōma, Shuichi Nakatsu (un ragazzo che inizia a porsi dei dubbi sulla propria identità sessuale quando si innamora del suo compagno di classe Mizuki Ashiya, la quale è in realtà una ragazza travestitasi da maschio per poter entrare in un collegio esclusivamente maschile), gli ha fruttato un premio come Miglior attore coprotagonista in ben tre cerimonie diverse di premiazione, e gli ha aperto le porte del mondo televisivo, in quanto è diventato in seguito uno dei giovani attori più richiesti.
In seguito al successo ottenuto con Hanazakari no kimitachi e, è stato anche scelto per recitare a teatro nella commedia shakespeariana I due gentiluomini di Verona.
Durante il periodo di messa in scena della commedia, Tōma ha anche recitato in un dorama invernale della Fuji TV, l'adattamento del 2008 del popolare manga di Chika Umino, ovvero Hachimitsu to clover. Egli ha qui interpretato Yūta Takemoto, uno studente di architettura alla scuola d'arte con un talento mediocre, che si innamora a prima vista della nipote del suo professore, Hagumi Hanamoto (interpretata da Riko Narumi). Il suo ruolo di osservatore silenzioso e costante, che svela gli eventi nascosti del drama al pubblico, gli ha fatto ottenere un altro premio come Miglior attore coprotagonista.
Grazie al successo di Hanazakari no kimitachi e, la Fuji TV decise, all'inizio del 2008 di mandare in onda un episodio speciale di due ore. Mesi dopo, nell'ottobre del 2008, fu messa in onda la puntata speciale con il ritorno dei ragazzi dell'Osaka Gakuen. Ikuta riprese il proprio ruolo di Shuichi Nakatsu, e gli indici di ascolto per lo speciale furono del 18.8%.
La sua ascesa nel mondo dello spettacolo lo portò a partecipare ad un nuovo progetto, l'adattamento giapponese nel drama coreano Mawang, insieme al leader degli Arashi Satoshi Ōno. La serie televisiva, chiamata in giapponese Maou (Il Diavolo), è la storia di un avvocato (interpretato da Ōno) che tenta di vendicare la morte di suo fratello minore avvenuta diversi anni prima. Il colpevole di tale morte è un giovane detective impulsivo ed esuberante (interpretato da Ikuta) che ha fatto ammenda per il grave crimine che aveva commesso in passato.
Inoltre, nell'ottobre del 2008 Tōma tornò a calcare i palchi teatrali. Questa volta si trovò ad interpretare Danny Zuko, il famoso protagonista del musical Grease nella sua versione giapponese, insieme al membro del gruppo M.A. dei Johnny's Jr., Tomoyuki Yara. Lo spettacolo è stato messo in scena ad Osaka e a Tokyo.
Nel gennaio del 2009 ha segnato la prima apparizione di Tōma della fascia oraria d'oro della trasmissione dei dorama della Fuji TV, nel ruolo di uno specializzando in medicina legale nel dorama Voice, insieme ad Eita Nagayama e Satomi Ishihara. Il personaggio di Ikuta, Ryōsuke Ishimatsu, affronta i suoi demoni interiori quando scappa dall'opprimente responsabilità di ereditare l'ospedale di suo padre, ed usa la medicina legale come capro espiatorio.
Durante il periodo della stessa messa in onda di Voice, la Fuji TV] ha chiamato Tōma a recitare come protagonista in un dorama di tipo giudiziario, Majo saiban: The Witch Trial. Il suo ruolo è qui quello di Tooru Yoshioka, un giovane lavoratore precario che viene scelto come membro di una giuria, la quale parteciperà al processo di una donna accusata di aver ucciso suo marito. Iniziano così ad accadere situazioni losche, quando le vite dei membri della giuria vengono minacciate. Quando viene minacciata la vita di una casalinga membro della giuria (interpretata da Ai Katō), Tooru tenta di aiutarla attirando i sospetti della sua fidanzata (interpretata da Manami Higa). Così Tooru inizia la sua solitaria ricerca della verità. La serie televisiva è stata mandata in onda a partire dal 25 aprile 2009, un mese prima che il sistema giudiziario giapponese è stato reso effettivo.
Ikuta ha fatto il suo debutto sullo schermo cinematografico nel film Ningen shikkaku ("Non più umano"), adattamento di un'opera dallo stesso titolo scritta da Dazai Osamu. Tōma interpreta il ruolo di Yozo Oba, un'anima tormentata che è costretta a mantenere una maschera di vuota giocosità nella vita di tutti i giorni. Il film è uscito nei cinema nella primavera del 2010.
Mentre nel 2012 è protagonista della pellicola cinematografia in due parti dedicata alla versione live action di Bokura ga ita.
Ikuta ha un diario personale su internet intitolato Tōmagoto (le parole di Tōma). Oltre al diario web, gli è stata concessa una rubrica nella rivista Wind Up, chiamata "Ikuta Tōma no ikita kotoba". In questo spazio concessogli, egli scrive una rubrica di una pagina sulle cose che gli interessano, e sulle esperienze della vita quotidiana. Inclusi nella pagina, vi sono spesso scatti fotografici fatti privatamente da lui.
Nell'autunno 2013 è stato in Italia per partecipare assieme al regista Takashi Miike al Festival internazionale del film di Roma.

## Filmografia

### Televisione
- 2015: Ouroboros (TBS)
- 2014: Gunshi Kanbei
- 2012: Osozaki no Himawari - (Fuji TV)
- 2010: Kyuukei no Kouya - (Fuji TV)
- 2010: Unubore Deka -
- 2009: Majo saiban - Toru Yoshioka
- 2009: Voice ~Inochi Naki Mono no Koe~ - Ryousuke Ishimatsu
- 2008: Maō - Naoto Serizawa
- 2008: Hanazakari no kimitachi e ~Ikemen Paradise~ - Speciale - Shuichi Nakatsu
- 2008: Hachimitsu to clover - Yūta Takemoto
- 2007: Hanazakari no kimitachi e ~Ikemen Paradise~ - Shuichi Nakatsu
- 2007: Hana Yori Dango Returns - Junpei Oribe (ep1)
- 2006: Akihabara@Deep - "Box"
- Dekabeya, Police Story
- Gekidan Engimono (Otoko no Yume) (2006)
- Asuka E, Soshite Mada Minu Ko E (ottobre 2005)
- Kinou Wa Tomo Kyou no Teki (5 gennaiο - 9 febbraio 2004)
- Hito Ni Yasashiku (Be Nice to People) (2002) (episodio 5)
- Bouken Kazoku
- Engimono – America (2002)
- Neverland (2001)
- Kowai Nichiyoubi
- Shijou Saiyaku no Date (Worst Date) – Episodio Valentino di cioccolato
- Nekketsu Renaidou
- Kinyou Jidai Geki
- Gekidan Engimono – Nemureru Mori No Shitai
- Psycho-meter EIJI2 (episodio 5) (1999)
- J-Ke No Hanran
- Tuesday Suspense Drama
- Boys Be...
- Love & Peace
- Agri (1997)

### Cinema
- Hanamizuki, regia di Nobuhiro Doi (2010)
- Seaside Motel, regia di Kentarô Moriya (2010)
- No Longer Human, regia di Genjiro Arato (2010)
- Genji Monogatari: Sennen no Nazo, regia di Yasuo Tsuruhashi (2011)
- We Were There: First Love, regia di Takahiro Miki (2012)
- We Were There: True Love, regia di Takahiro Miki (2012)
- Brain Man, regia di Tomoyuki Takimoto (2013)
- The Mole Song: Undercover Agent Reiji, regia di Takashi Miike (2014)
- Miracle Debikuro-kun no Koi to Mahou, regia di Isshin Inudô (2014)
- Grasshopper, regia di Tomoyuki Takimoto (2015)
- Prophecy, regia di Yoshihiro Nakamura (2015)
- The Top Secret: Murder in Mind, regia di Keishi Ōtomo (2016)
- The Mole Song: Hong Kong Capriccio, regia di Takashi Miike (2016)
- Close-Knit, regia di Naoko Ogigami (2017)
- My Teacher, regia di Takahiro Miki (2017)
- My Friend "A", regia di Takahisa Zeze (2018)
- The Mole Song: Final, regia di Takashi Miike (2021)
- Sing, Dance, Act: Kabuki featuring Toma Ikuta, regia di Tadashi Aizawa (2022)
- The Dry Spell, regia di Masaya Takahashi (2023)
- Yudo: The Way of the Bath, regia di Masayuki Suzuki (2023)
- Confession, regia di Nobuhiro Yamashita (2024)
- Onigoroshi - Demon City, regia di Seiji Tanaka (2025)

### Musical
- Grease - 2008[14]
- I due gentiluomini di Verona - ottobre 2007
- SHOCK – ENDLESS SHOCK, 2007
- Cat in the Red Boots (Shinkansen*NEXUS volume 2) (2006)
- AZUMI RETURNS (Azumi 2) (2006)
- AZUMI on STAGE (2005)
- West Side Story 2005 (versione degli Arashi)
- West Side Story 2004 (versione degli Shonentai)
- Mama Loves Mambo III
- Edogah-san Yukuefumei
- Vacation (Shonentai Playzone 2003)
- SHOCK is Real Shock
- Another (versione Kansai Jr. 2002)
- Susanoh
- SHOCK is Millennium SHOCK
- KYO-TO-KYO
- Stand By Me

## Riconoscimenti
- Cinquantaquattresimi Television Drama Academy Awards: Miglior attore di supporto (Hanazakari no kimitachi e - Ikemen Paradaisu)[15]
- Nikkan Sports Drama Grand Prix, inverno 2007: Miglior attore di supporto (Honey & Clover)[16]
- Undicesimi Nikkan Sports Drama Grand Prix, aprile 2007-marzo 2008: Miglior attore di supporto (Hanazakari no kimitachi e - Ikemen Paradaisu)[17]

## Curiosità
- È arrivato al secondo posto dopo Shun Oguri, nel sondaggio Oricon condotto tra le studentesse delle scuole superiori con il tema "Quale celebrità vorresti come fidanzato"[18].
- È un grande fan dei Backstreet Boys. È arrivato a pregare lo staff di Music Station di farlo entrare nello studio, per vedere il gruppo provare.
- Tōma è anche fan degli X Japan, in special modo del popolare chitarrista Hideto Matsumoto.
- Egli e suo fratello minore, Ryuusei, sono fan del gruppo j-rock GLAY, ed hanno assistito a tutti i loro concerti, lavoro permettendo.
- Tōma e Shun Oguri si sono dovuti baciare 12 volte, per il drama Hanazakari no kimitachi e - Ikemen Paradaisu.